# Saint-Barthélemy-le-Meil
Saint-Barthélemy-le-Meil é uma comuna francesa na região administrativa de Auvérnia-Ródano-Alpes, no departamento de Ardèche. Estende-se por uma área de 7,35 km². Em 2010 a comuna tinha 203 habitantes (densidade: 27,6 hab./km²).